# Ленточные боры Павлодарского Прииртышья
Ленточные боры Павлодарского Прииртышья — реликтовые сосновые боры в Алтайском крае.

## Территория
С северо-востока Алтайского края в юго-западном направлении тянутся реликтовые сосновые боры в виде лент шириной от 5 до 40 км.
Сосновые леса расположены параллельно друг другу и носят названия рек, вдоль которых они тянутся: Кулундинский (длина около 100 км), Касмолинский (330 км), Барнаульский (400 км). Два последних начинаются у Оби и доходят до Иртыша, сливаясь у города Семей в мощный сухой Чатский бор.
В этот же массив «вливается» и Лаптевский бор. В юго-восточной части Павлодарской области на сухих возвышенностях леса утрачивают вид лент и образуют массивы сосновых боров на соответствующий боровых песках.

## Особенности
Главной деревеобразующей породой лесов является сосна обыкновенная. Сосны ленточных боров отличаются стойкостью к знойным суховениям, резким повышениям температуры. Кулундинская сосна может произрастать и на солонцеватых почвах. Травянистый покров боров в Павлодарской области представлен такими степными растениями как сухолюбивый вейник, мятлик-тимофеевка, типчак, тонконог, кошачья лапка и др.

### Трудности сохранения
Трудность произрастания сосны из семян при местных суровых климатических условиях (количество осадков до 150 мм температура на поверхности почвы летом достигает нередко 60°С) требует бережного отношения к этому уникальному природному богатству.